# Pietro Paolo Olivieri
Pietro Paolo Olivieri (Roma, 1551 – Roma, 6 luglio 1599) è stato uno scultore e architetto italiano.

## Biografia

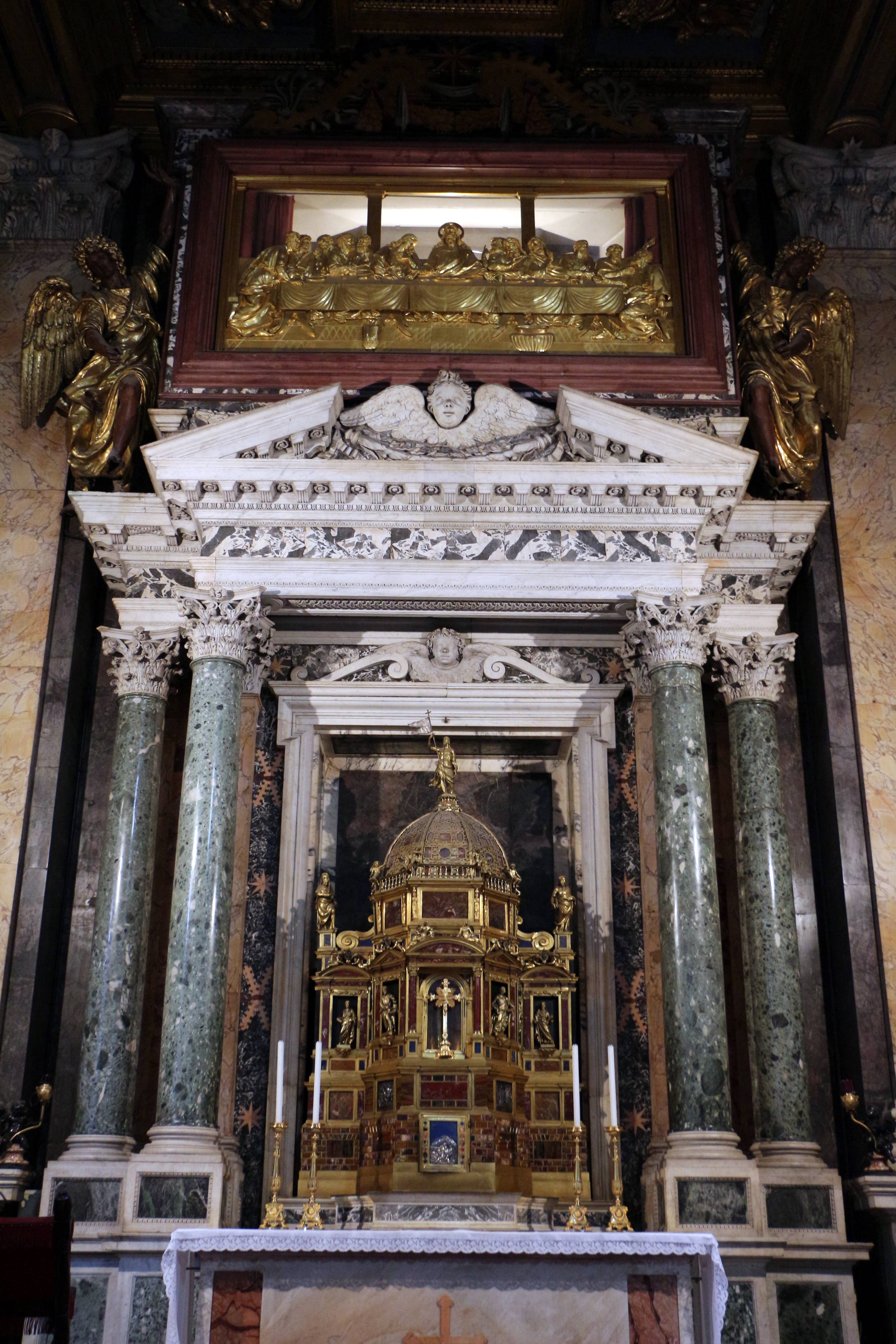
Altare del Santissimo Sacramento, basilica di San Giovanni in Laterano, 1599

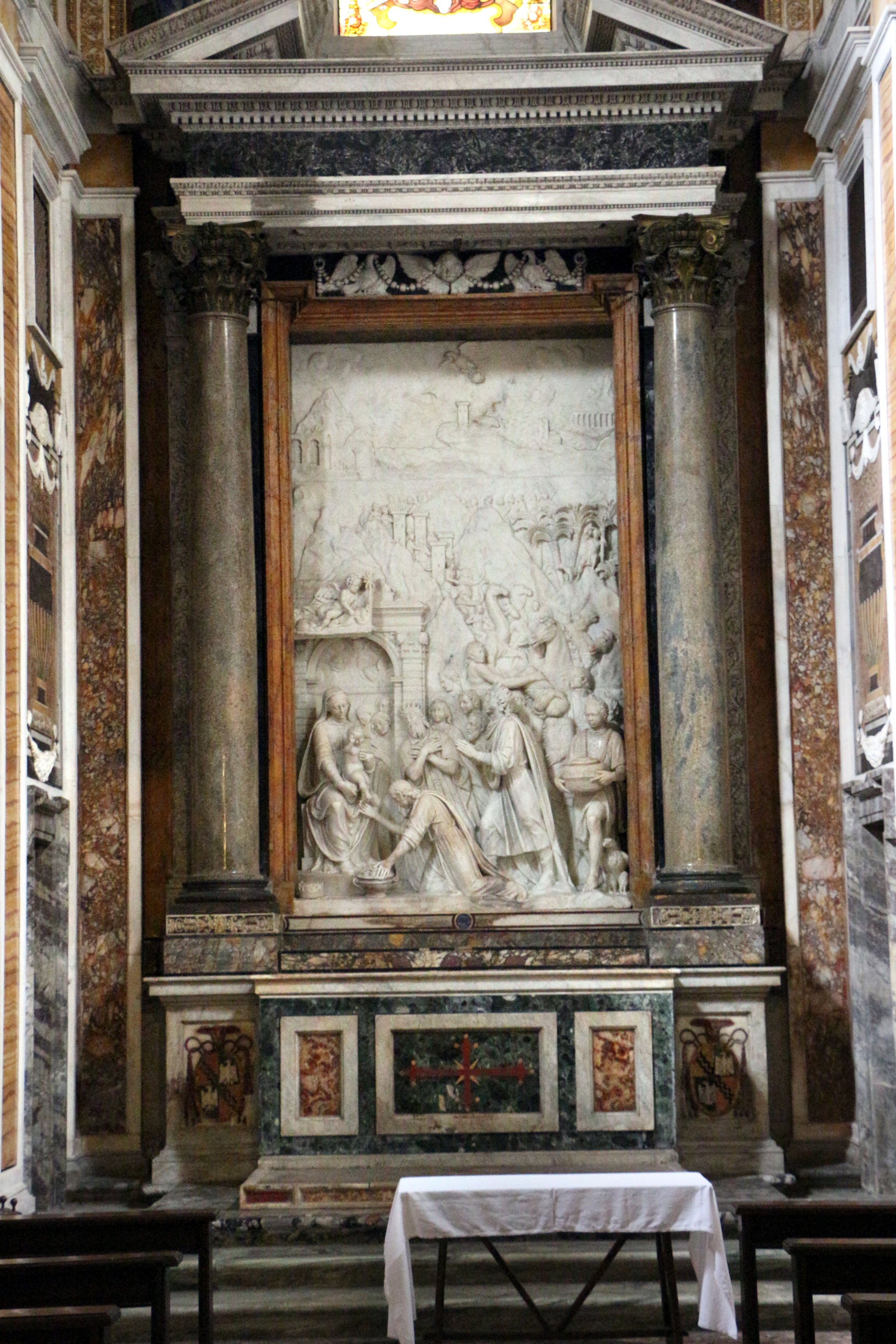
Adorazione dei Magi (1596), altare maggiore della basilica di Santa Pudenziana

Pietro Paolo Olivieri nacque a Roma nel 1551 da Antonio, ma non si hanno notizie sui suoi studi e sul suo apprendistato, tranne i contatti con il maestro Guglielmo Della Porta.
Olivieri fu il tipico esponente del manierismo tardo-cinquecentesco, venuto meno all'impegno intellettuale che ne aveva giustificato la nascita, e ridotto a uno stile approssimativo su generica imitazione michelangiolesca.
Il 19 marzo 1574 era membro della Accademia dei Virtuosi al Pantheon
e nel 1577 dell'Accademia nazionale di San Luca.
Ai suoi esordi, nel 1574 realizzò per i Mattei, una Cleopatra marmorea, attualmente al Palazzo Corsini alla Lungara, un ottimo esempio di classicismo romano cinquecentesco.
Olivieri lavorò frequentemente per i Mattei, sia come architetto dei giardini della villa (1592) sia come scultore (Andromeda in marmo non datata e un gruppo marmoreo introvabile di Apollo e Marsia).
Il 26 giugno 1576, Olivieri ricevette l'incarico di realizzare una statua di Papa Gregorio XIII destinata al palazzo Senatorio, ultimata nel maggio 1577 e dal 1876 nella basilica di Santa Maria in Aracoeli, con influenze del Mosè di Michelangelo, viste tramite le lezioni di Guglielmo Della Porta (tomba di papa Gregorio XIII nella basilica di San Pietro in Vaticano).
Il lavoro di Olivieri si caratterizzò per una certa rigidità nell'impostazione, per una diligenza estrema nella cura dei dettagli del viso, della tiara e degli abiti.
Nell'estate 1584 incominciò a lavorare per il Monumento funebre di papa Gregorio XI nella basilica di Santa Francesca Romana, terminato nel marzo 1589, per il quale si ispirò alle opere di Baccio Bandinelli, di Baldassarre Peruzzi, di Gillis van den Vliete e di Nicolas Pippe.
Il monumento di Olivieri si contraddistinse per un grande rilievo narrativo, una pala marmorea sopra il sarcofago, raffigurante l'Ingresso a Roma di Gregorio XI di ritorno da Avignone, nel 1377, intriso di elementi artistici fiamminghi.
Dall'agosto 1587 entrò a far parte dell'équipe degli scultori per la cappella di papa Sisto V, dove eseguì il Sant'Antonio da Padova in marmo per la cappella Sistina della basilica di Santa Maria Maggiore (aprile 1588), e La Madonna col Bambino del Presepio, evidenziante una certa dolcezza adeguata al gruppo dell'Adorazione di Arnolfo di Cambio, a cui appartiene.
In quegli anni Olivieri collaborò con lo scultore Flaminio Vacca per il rilievo della Storia di Giosuè per la Fontana dell'Acqua Felice di Domenico Fontana, finito nel luglio 1588.
Assieme a Vacca e Leonardo Sormani, restaurò i Dioscuri del Quirinale (1589-1590), ultimo lavoro per Sisto V.
Con Silla Longhi, Ippolito Buzio e Vacca, lavorò probabilmente alla cappella Vittorini della chiesa del Gesù, dove gli fu attribuito il primo angelo a sinistra (circa 1590-1595).
Forse partecipò al cantiere delle Quattro Fontane per le statue dell'Arno e di Giunone, collocate nel 1592.
Dal 1594 al 1595 fu architetto della basilica di Sant'Andrea della Valle, anche se più che partecipare al progetto della chiesa ebbe la carica di sovrintendente, e il progetto fu disegnato da Guglielmo Della Porta.
Dal 1595 si attivò come architetto dei Caetani e potrebbe quindi aver sostituito Francesco Capriani, morto l'anno prima, come architetto della cappella nella basilica di Santa Pudenziana, e aver progettato l'altare maggiore comprendente la pala marmorea dell'Adorazione dei Magi (1596).
Nel 1598 lavorò per i Mattei, nel palazzo di famiglia, in cui disegnò il soffitto ligneo del salone.
Il suo ultimo lavorò lo effettuò nell'importante cantiere dell'altare in bronzo dorato del Santissimo Sacramento alla basilica di San Giovanni in Laterano (1599), voluto da papa Clemente VIII per il Giubileo del 1600, di cui Olivieri fu l'architetto dal settembre 1597.
Progettò una grande struttura a timpano, coperta di metallo dorato e sostenuto da quattro colonne classiche di bronzo dorato. Ai lati dell'altare vennero collocate statue marmoree di profeti, con in alto i rilievi; Olivieri eseguì la statua di Elia ed il rilievo Elia e l'angelo, conclusi dopo la sua morte da Camillo Mariani.
Olivieri morì il 6 luglio 1599 a Roma.

## Opere
- Cleopatra, marmorea, Palazzo Corsini alla Lungara (1574);
- Andromeda, in marmo non datata, Palazzo Mattei;
- Papa Gregorio XIII, statua, basilica di Santa Maria in Aracoeli (1577);
- Sant'Antonio da Padova in marmo, cappella Sistina della basilica di Santa Maria Maggiore (1588);
- La Madonna col Bambino del Presepio, cappella Sistina della basilica di Santa Maria Maggiore (1588);
- Storia di Giosuè, Fontana dell'Acqua Felice (1588);
- Monumento funebre di papa Gregorio XI, basilica di Santa Francesca Romana (1589);
- Arno e Giunone, statue, Quattro Fontane (1592);
- Adorazione dei Magi, pala marmorea, altare maggiore basilica di Santa Pudenziana (1596);
- Altare in bronzo dorato del Santissimo Sacramento, basilica di San Giovanni in Laterano (1599).